# Lechenaultia stenosepala
Lechenaultia stenosepala är en tvåhjärtbladig växtart som beskrevs av Ernst Georg Pritzel. Lechenaultia stenosepala ingår i släktet Lechenaultia och familjen Goodeniaceae. Inga underarter finns listade i Catalogue of Life.